# Hilaria Baldwin
Hilaria Baldwin (née Hillary Lynn Hayward-Thomas, le 6 janvier 1984) est une professeure de yoga, entrepreneuse, podcasteuse et une autrice américaine. Elle est la cofondatrice de la chaîne d'ateliers de yoga new-yorkais appelée Yoga Vida. Elle est mariée à l'acteur Alec Baldwin depuis 2012. Hilaria, qui est originaire des États-Unis et dit avoir passé des vacances en Espagne dans sa jeunesse, s'est parfois présentée comme étant originaire d'Espagne, ce qui a suscité des accusations d'appropriation culturelle ou de « canular identitaire ».

## Enfance
Baldwin est née Hillary Lynn Hayward-Thomas, à Boston, dans le Massachusetts le 6 janvier 1984 de Kathryn Hayward et David Thomas Jr,,. Baldwin est d'origine anglaise, canadienne-française, allemande, irlandaise et slovaque. Baldwin affirme qu'elle a été élevée dans une famille hispanophone et qu'elle s'est rendue en Espagne chaque année. Baldwin a déclaré qu'elle était végétarienne depuis l'âge de cinq ans.
Sa mère a grandi dans le Massachusetts et y a passé sa carrière à y pratiquer la médecine : elle était médecin associée au Massachusetts General Hospital et professeure adjointe de médecine à la Harvard Medical School avant de prendre sa retraite pour ces deux postes en 2012. Son père était avocat et titulaire d'un baccalauréat en littérature espagnole du Haverford College et d'un diplôme en droit de l'Université de Georgetown. Le couple a alors fondé International Integrators, une organisation de santé intégrative,, après avoir déménagé en Espagne sur l'île de Majorque en 2011, peu de temps avant que leur fille Hilaria épouse Alec Baldwin. Elle a aussi un frère nommé Jeremy Hayward-Thomas.
Son grand-père paternel était David Lloyd Thomas Sr. (1927/1928–2020), un « Américain avec des racines dans le pays pré-Révolution américaine », et sa grand-mère paternelle, Mary Lou (Artman) Thomas, était du Nebraska,. Thomas Sr. était originaire d'Ames dans l'Iowa et a beaucoup voyagé en Argentine en tant qu'auditeur pour General Electric et y a même vécu durant un temps,. Il a exposé ses enfants aux différentes cultures du monde et les a élevés pour qu'ils puissent maîtriser l'espagnol,.
Elle a fréquenté la Cambridge School of Weston, une école privée mixte à Weston dans le Massachusetts. Plus tard, à 19 ans, elle est allée à l'Université de New York,, où elle faisait partie de l'équipe de danse de salon.

## Carrière
Baldwin a commencé à pratiquer le yoga vers l'âge de 20 ans. Durant le temps où elle fréquentait l'Université de New York, Baldwin a ouvert le studio de yoga Yoga Vida en 2009 avec Michael « Mike » Patton dans le West Village de New York, qui a finalement ouvert trois autres adresses dans les quartiers de Noho, DUMBO et Tribeca,,. Le Tribeca Citizen a écrit en 2016 que leur enseigne offrait une gamme de cours, y compris « pré- et post-natal, réparateur et chauffé par la lumière infrarouge ». En 2013, Spencer Wolff, un ancien élève de l'une de ses classes, a poursuivi Baldwin devant le Cour suprême de Manhattan pour une blessure qu'il aurait subie pendant un cours,. Le procès a été réglé un an plus tard, Wolff signant un accord de non-divulgation.
En 2012, après avoir épousé Alec Baldwin, Hilaria est devenue correspondante lifestyle pour l'émission de divertissement Extra. Le New York Times a écrit qu'Hilaria avait obtenu le poste parce qu'Alec était un ami de Steve Sunshine, un producteur de la série. En 2014, elle a obtenu un Daytime Emmy Award for Outstanding Entertainment News Program avec ses collègues d'Extra. Elle a travaillé périodiquement avec Extra toujours dans ce même rôle jusqu'en 2014.
En octobre 2013, elle a sorti un DVD d'exercices : @ Home with Hilaria Baldwin : Fit Mommy-to-Be Prenatal Yoga. Alec y apparaît pendant une « section bonus » de cinq minutes. En juin 2014, El País a décrit Hilaria comme la « Gwyneth Paltrow » de New York en référence au fait qu'elle soit mère riche et active.
Baldwin a écrit le livre The Living Clearly Method, alors publié en décembre 2016. Lorsque le livre est sorti, Baldwin a lancé un site Web associé sous le même nom pour le promouvoir.
En 2017, Baldwin a reçu le prix Illumination de la Wellness Foundation lors de la prestation estivale de cette organisation dans les Hamptons.
En 2018, Hilaria s'est associée à la podcasteuse Daphne Oz pour créer Mom Brain, un podcast centré sur la maternité. Refinery29 l'a décrit comme « une plongée profonde dans chaque recoin de la maternité, allant des moments sérieux aux moments hilarants, et tout le reste entre les deux ». Les deux animatrices sont allées au Rachael Ray Show en novembre 2018 pour présenter leur projet, puis dans l'émission Today en décembre de la même année. En mai 2021, Baldwin n'avait plus enregistré d'épisodes depuis le début des accusations d'appropriation culturelle en décembre 2020.

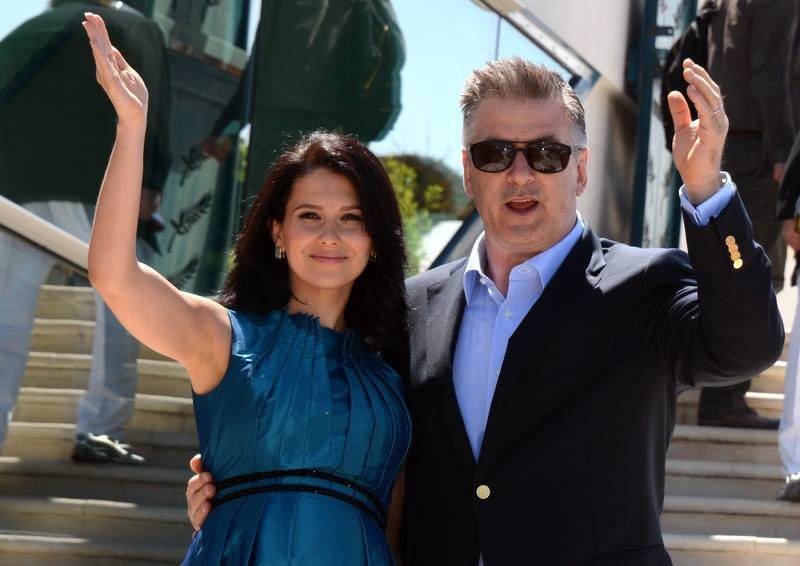
Hilaria avec son mari Alec Baldwin au Festival de Cannes en 2013

En février 2019, Baldwin et son mari ont parlé à un panel des Nations Unies sur les choix alimentaires et d'une planète durable lors du lancement de l'initiative EAT-Lancet Commission on Food, Health and Planet. Baldwin a été présentée comme « experte en bien-être » dans le panel.
Baldwin a fait la couverture de multiples magazines, dont les plus notables sont Hello!,, Fit Pregnancy, ¡Hola !,, Parents et le magazine belge Télépro.

## Vie privée
En février 2011, elle rencontre Alec Baldwin au restaurant new-yorkais Pure Food and Wine de Sarma Melngailis. Vers août de cette année-là, ils ont commencé à se fréquenter. Ils ont déménagé de l'Upper West Side à Greenwich Village en août de la même année. Le couple s'est fiancé en avril 2012 et marié le 30 juin 2012 lors d'une cérémonie catholique à l'ancienne cathédrale Saint-Patrick de New York. Sur leurs alliances est écrit « Somos un buen equipo » (En français : « Nous sommes une bonne équipe ») gravé en espagnol à l'intérieur. Le couple a sept enfants ensemble,,,,,,. Elle est également la belle-mère d'Ireland Baldwin, la fille d'Alec issue de son précédent mariage avec l'actrice américaine Kim Basinger.
Baldwin a lutté contre l'anorexie mentale et la boulimie au cours de ses années de lycée et au début de la vingtaine. Dans son livre, Baldwin a raconté qu'elle souffrait de problèmes de santé et qu'elle était misérable ; ce sentiment a motivé sa future carrière en tant que défenseure d'un mode de vie sain. Baldwin a déclaré qu'elle avait commencé à aller mieux lorsqu'elle avait commencé à « penser au poids et à la santé séparément ».
Après que son mari a accidentellement abattu la directrice de la photographie Halyna Hutchins avec un pistolet en octobre 2021, Baldwin a posté sur son Instagram : « Mon cœur est avec Halyna. Son mari. Son fils. Leur famille et leurs proches. Et mon Alec. ».

## Accusations d'appropriation culturelle
En décembre 2020, un utilisateur de Twitter a accusé Baldwin de « se faire passer pour une personne espagnole » et a publié un certain nombre de clips vidéo de Baldwin parlant avec un accent espagnol forcé, y compris un clip du Today Show dans lequel Baldwin a apparemment oublié le mot anglais pour « concombre »,. Les tweets ont suscité un certain nombre d'articles de presse et d'accusations d'appropriation culturelle,,,, et à d'autres moments, elle a été entendue parlant en anglais avec un accent américain. Le site Web de son agence a indiqué son lieu de naissance comme étant Majorque plutôt que Boston et les commentateurs ont noté que Baldwin est souvent désignée à tort comme Majorquine, Espagnole ou Latine, encourageant une presse positive par les médias hispaniques tels que le magazine de potins sur les célébrités en espagnol ¡ Hola !,.

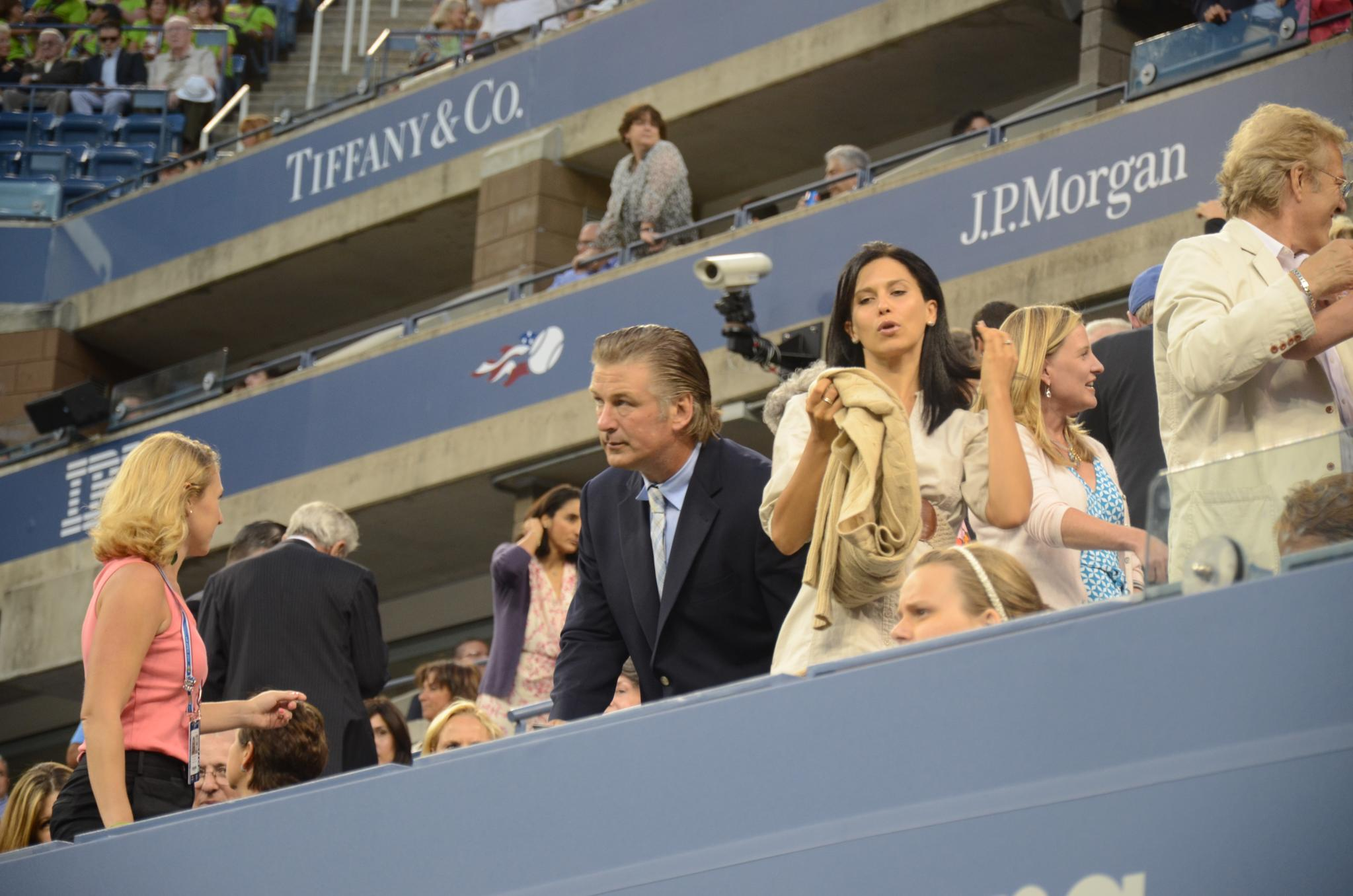
Hilaria Baldwin (au centre à droite) avec son mari Alec (au centre à gauche) à l'US Open de 2011, le jour de l'ouverture

En mars 2021, The Atlantic a décrit Baldwin comme un « canular identitaire » au même titre que Rachel Dolezal et Jessica Krug (en). La critique de Baldwin en tant que canular s'est étendue aux théories du complot sur d'autres aspects de sa vie.
Baldwin a répondu qu'elle s'identifiait comme blanche et que son origine ethnique comprenait « beaucoup, beaucoup, beaucoup de choses ». Elle a dit qu'elle avait passé « une partie » de son enfance en Espagne et « une partie » dans le Massachusetts, mais n'avait jamais été inscrite à l'école en Espagne, n'y passant du temps que pendant les vacances avec sa famille. Hilaria a également affirmé dans une interview donnée au New York Times que son incapacité à se souvenir du mot « concombre » dans Today provenait du trac lors d'une de ses premières apparitions à la télévision, et qu'elle est bilingue et que son accent va et vient en fonction du stress et d'autres facteurs. En juillet 2021, Baldwin se décrit comme « multi » et culturellement « fluide ».